# 샤론 케이스
샤론 케이스(Sharon Case, 1971년 2월 9일 ~ )는 미국의 배우, 전직 모델이다.

## 출연 작품
- 리프레션스 (2007)
- 카풀 가이 (2005)
- 브레스트 맨 (1997)
- 치외법권 (1991)
- 비버리힐즈의 아이들 (1990)
- 더 영 앤 더 레스트리스 (1973)
- 애즈 더 월드 턴즈 (1956)